# Morice River
Der Morice River ist ein linker Nebenfluss des Bulkley River im Regional District of Bulkley-Nechako in der kanadischen Provinz British Columbia.

## Flusslauf
Der Morice River bildet den Abfluss des in den Kitimat Ranges gelegenen Morice Lake, etwa 75 km östlich von Kitimat. Er fließt vom Nordende des Sees anfangs kurz in Nordrichtung, dann wendet er sich nach Osten und zum Schluss nochmals nach Norden. Der Morice River trifft 10 km westlich von Houston auf den Bulkley River. Obwohl der Morice River der wasserreichere Fluss ist, gilt er als „Nebenfluss“ des Bulkley River. Der Morice River hat eine Länge von 90 km. Der Nanika River, ein Zufluss des Morice Lake, bildet den wichtigsten Quellfluss des Morice River.
Am Flusslauf liegt das Morice River Ecological Reserve.
Der Morice River gilt als wichtiges Laichgebiet von Königs-, Rot- und Silberlachs. Außerdem ist er ein gutes Angelgewässer für Stahlkopfforellen.
Kanu- und Kajaktouren auf dem Fluss sind möglich. Der Schwierigkeitsgrad der Stromschnellen liegt zwischen I und III.